# Balthasar August Albrecht
Balthasar August Albrecht (Berg (Starnberger See), 6 januari 1687 - München, 15 augustus 1765) was een Duitse schilder.

## Leven en werk
Albrecht was een leerling van zijn oom Benedikt Albrecht en Nikolaus Gottfried Stuber en maakte studiereizen naar Venetië en Rome. In 1719 keerde hij terug naar Duitsland. Hij werd benoemd tot hofschilder van het keurvorstendom Beieren in München. Zijn schilderijen tonen invloeden van onder anderen Hendrick Goltzius en Guido Reni. Naast zijn werk voor het hof maakte Albrecht veel werk voor kerken, zo schilderde hij altaarstukken voor onder andere de bedevaartskerk van Wies 1753/54, Marienmünster in Dießen, Polling, Schäftlarn, de Heilige Geest Kerk in München en St. Michael in Niederaudorf.

## Galerij

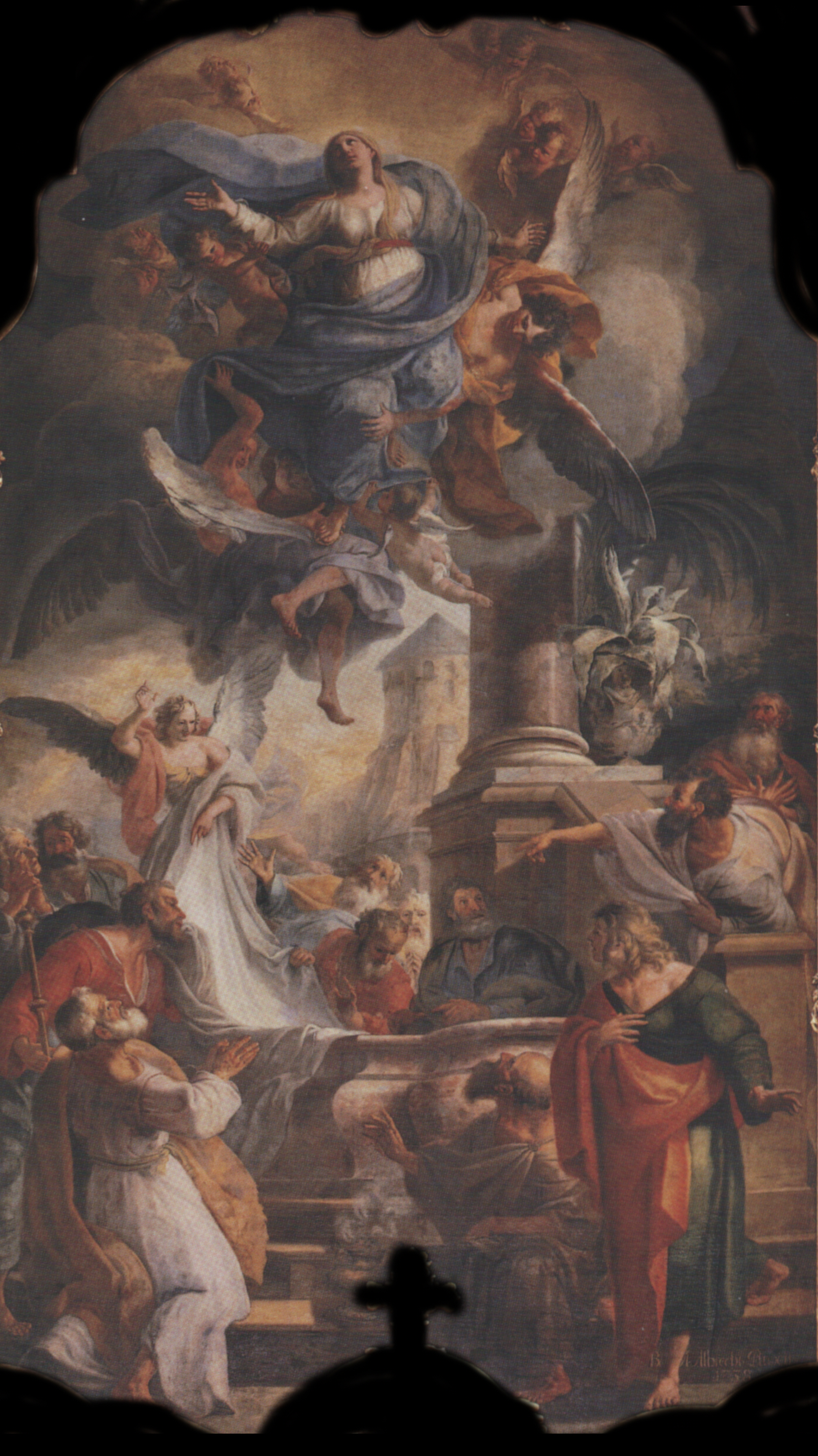
Maria Hemelvaart (1738) in Dießen
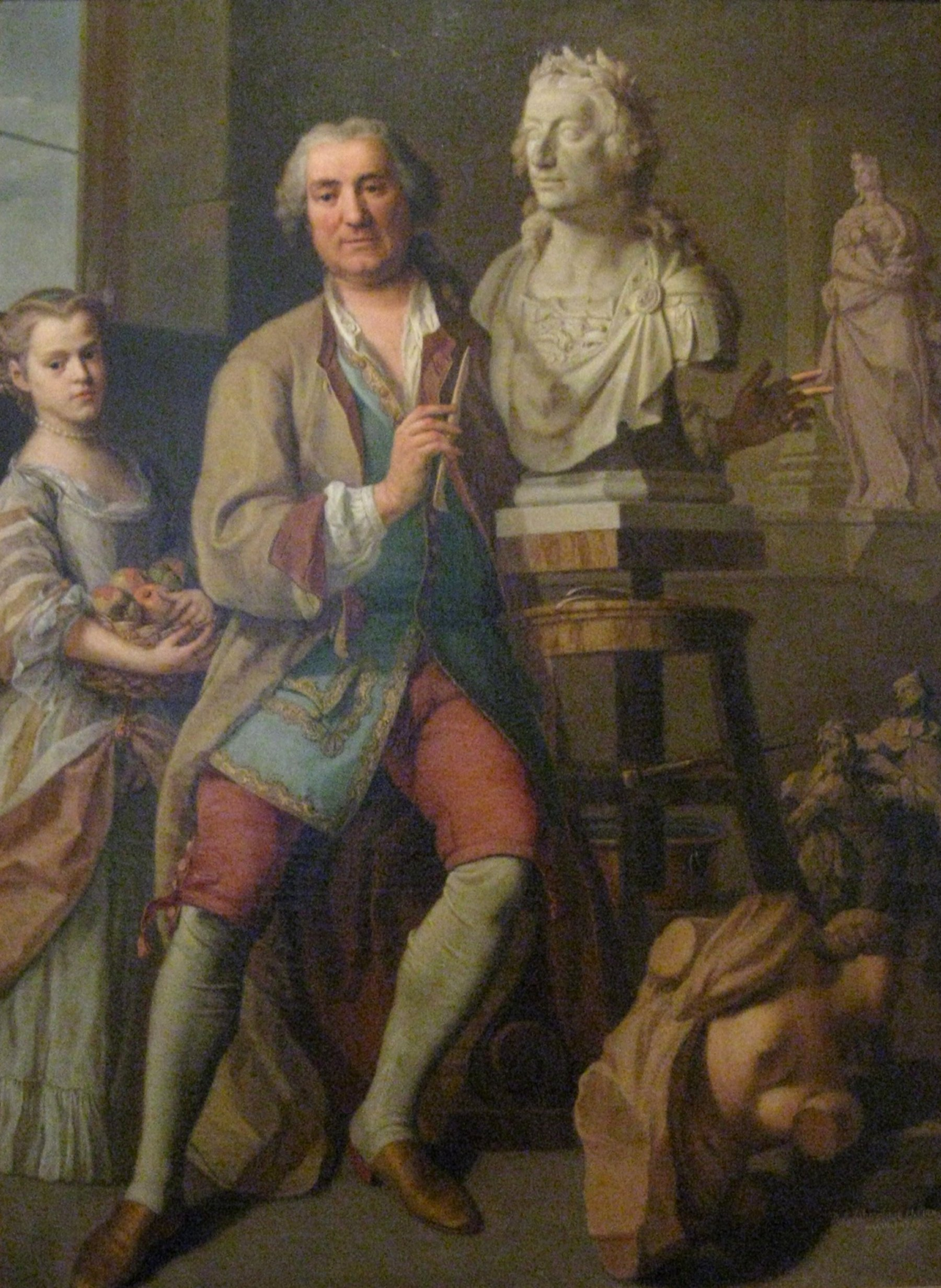
Johann Baptist Straub in zijn atelier (1763)

- Bibliothèque nationale de France: cb16296225j (data)
- Gemeinsame Normdatei: 118501666
- International Standard Name Identifier: 0000 0000 6675 1326
- Library of Congress Control Number: n81142045
- RKD-Nederlands Instituut voor Kunstgeschiedenis: 973
- Union List of Artist Names: 500031421
- Virtual International Authority File: 13098151
- WorldCat: E39PBJmdqRQDMBrtbXTt3kYQMP